# Hongrie aux Jeux olympiques d'hiver de 1998
La Hongrie participe aux Jeux olympiques d'hiver de 1998, organisés à Nagano au Japon. C'est sa dix-huitième participation aux Jeux olympiques d'hiver après sa présence à toutes les éditions précédentes. La délégation hongroise, formée de 17 athlètes (8 hommes et 9 femmes), n'obtient pas de médaille.